# 神木隆之介の撮休
『神木隆之介の撮休』（かみきりゅうのすけのさつきゅう）は、WOWOWプライムで2022年1月7日から2月26日まで毎週金曜 23:00 - 23:30に放送されていたオムニバスドラマ。
瀬々敬久、森ガキ侑大、三宅唱、天野千尋、枝優花が各話ごとに監督を務め、俳優・神木隆之介の休日の過ごし方を描かれた。
なお、タイトルの「撮休」とはドラマや映画の撮影期間に突然訪れた休日のことを意味する。このドラマは『神木隆之介の撮休』というタイトルではあるが、実際の本人の過ごし方とは関係のないフィクションである。

## キャスト
主人公
- 神木隆之介（本人） - 神木隆之介

その他
- 祝崎 - 池田鉄洋

神木のマネージャー、各話オープニングに登場

### 各話ゲスト
第1話
- 安達祐実（本人） - 安達祐実

第2話
- 二階堂真実（ピアノ講師） - 成海璃子
- 新山英樹（神木の同級生） - 藤原季節

第3話
- 主婦 - MEGUMI
- 清原 - 矢本悠馬

第4話
- 村上桃（神木の姪） - 長澤樹

第5話
- 菜菜子（神木の恋人） - 木竜麻生

第6話
- 神木のファンを名乗る男性 - 松重豊
- 小野寺修吾（神木がファンの声優） - 大塚明夫
- カフェの店員 - 田中要次

第7話
- 清水彩夏（親友の彼女） - 萩原みのり
- 葉山宏武（神木の親友） - 井之脇海
- 真田幸治郎（週刊誌の記者） - 北村有起哉

第8話
- 吉田健一（神木の子役時代からの友人） - 仲野太賀
- 吉田房子（健一の母） - 坂井真紀

## スタッフ
- 監督 - 瀬々敬久、森ガキ侑大、三宅唱、天野千尋、枝優花
- 脚本 - 狗飼恭子、高田亮、篠原誠、ふじきみつ彦、竹村武司、玉田真也、山崎佐保子、山田由梨
- 音楽 - 七尾旅人
- 主題歌 - Saucy Dog「ノンフィクション」[4]
- 制作協力 - ホリプロ
- 製作 - 「神木隆之介の撮休」製作委員会

## 放送日程
| 話数  | 放送日（予定） | サブタイトル   | 脚本              | 監督       |
| ----- | -------------- | -------------- | ----------------- | ---------- |
| 第1話 | 1月07日        | はい、カット!  | 竹村武司          | 三宅唱     |
| 第2話 | 1月14日        | 嘘から出た何か | 篠原誠            | 瀬々敬久   |
| 第3話 | 1月21日        | 捨てる神あれば | 山崎佐保子        | 森ガキ侑大 |
| 第4話 | 1月28日        | 夢幻熊猫       | 山田由梨          | 枝優花     |
| 第5話 | 2月04日        | 優しい人       | 狗飼恭子          | 三宅唱     |
| 第6話 | 2月11日        | ファン         | ふじきみつ彦      | 森ガキ侑大 |
| 第7話 | 2月18日        | 友人の彼女     | 玉田真也 天野千尋 | 天野千尋   |
| 第8話 | 2月26日        | 遠くにいる友人 | 高田亮            | 瀬々敬久   |